# Wierhuizen
Wierhuizen est un hameau qui fait partie de la commune de Het Hogeland dans la province néerlandaise de Groningue.
L'ancien village fut sévèrement touché par l'Inondation de Noël en 1717. De cet ancien habitat il ne subsiste que le cimetière.